# Lucian Vasilache
Lucian Vasilache est un handballeur roumain né le 4 décembre 1954 à Podu Turcului.

## Carrière
Lucian Vasilache obtient une médaille de bronze aux Jeux olympiques d'été de 1980 de Moscou.